# Thirsk (stacja kolejowa)
Thirsk (ang: Thirsk railway station) – stacja kolejowa w Thirsk, w hrabstwie North Yorkshire, w Anglii, w Wielkiej Brytanii. Znajduje się 339 km od London King's Cross i znajduje się między Yorkiem na południu i Northallerton na północ. 
Stacja znajduje się około 2 km poza centrum miasta Thirsk i w rzeczywistości położona jest na terenie wsi Carlton Miniott.

## Linie kolejowe
- Linia East Coast Main Line